# Amália Maria Alexandre
Amália Maria Alexandre là một chính trị gia người Angola và là thành viên của Quốc hội Angola. Cô là điều phối viên của nhóm giám sát của ban thư ký điều hành của Tổ chức Phụ nữ Angolan (WCO) cho Cunene.
Alexandre tốt nghiệp kỹ sư hóa học. Bà làm việc tại Tổ chức Phụ nữ Angola (OMA), là thư ký cho các mối quan hệ quốc tế của Ủy ban quốc gia và thư ký của Ủy ban Cộng đồng OMA ở Nam Phi và Brazil từ 2002 đến 2010